# Per Carlén
Per Carlén (Karlstad, 19 novembre 1960) è un ex pallamanista e allenatore di pallamano svedese.
È il padre della calciatrice Hilda Carlén.

## Palmarès

### Olimpiadi
- 2 medaglie:
  - 2 argenti (Barcellona 1992; Atlanta 1996)